# Neocheiridium chilense
Neocheiridium chilense är en spindeldjursart som beskrevs av Vitali-di Castri 1962. Neocheiridium chilense ingår i släktet Neocheiridium och familjen dvärgklokrypare. Inga underarter finns listade i Catalogue of Life.